# Estadio Viitorul (Ovidiu)
El Stadionul Viitorul de Ovidiu es un estadio de fútbol ubicado en la ciudad de Ovidiu, Distrito de Constanța, Rumania. El estadio fue inaugurado en 2010 y remodelado completamente en 2015, posee una capacidad para 4500 espectadores, y sirve exclusivamente a la práctica del fútbol. En el recinto disputa sus partidos como local el FC Viitorul Constanța club de la Liga Profesional Rumana.
Este estadio fue creado como parte de la Academia Hagi, un importante proyecto de fútbol lanzado por Gheorghe Hagi, leyenda del fútbol rumano. El exjugador y entrenador comenzó a establecer la academia de entrenamiento en 2009. Para 2011, cuatro campos de tamaño completo y tres más pequeños ya estaban listos para su uso, más tarde en 2013 se inauguraron oficinas. El estadio tuvo que modernizarse casi instantáneamente, porque el nuevo club de Hagi, Viitorul, ganó el ascenso a división superior en 2015. Se agregó un techo parcial a la tribuna principal mientras que otros lados se expandieron. El proyecto se financió de forma privada y tuvo un costo aproximado a los 12 millones de euros.